# Sintaxis y semántica de Python
La sintaxis del lenguaje de programación de Python es el conjunto de reglas que define cómo un programa de Python será escrito e interpretado (por el sistema y por lectores humanos).

## Filosofía de diseño
Python se diseñó para ser una lengua altamente legible. Tiene un diseño visual relativamente claro y utiliza palabras clave inglesas frecuentemente dónde otras usan signos de puntuación. El objetivo de Python es ser sencillo y consistente en el diseño de su sintaxis, resumido en el mantra "tendría que haber uno—y preferentemente sólo uno—manera obvia para hacerlo", de "The Zen of Python".
Este mantra es intencionadamente opuesto al mantra de Perl y Ruby, " hay más de una manera para hacerlo".

## Palabras clave
Python tiene las siguientes palabras clave o palabras reservadas; no pueden ser utilizados como identificadores.
- and
- as
- assert
- async[note 1]
- await[note 1]
- break
- class
- continue
- def
- del
- elif
- else
- except
- exec[note 2]
- False[note 3]
- finally
- for
- from
- global
- if
- import
- in
- is
- lambda
- None
- nonlocal[note 3]
- not
- or
- pass
- print[note 2]
- raise
- return
- True[note 3]
- try
- while
- with
- yield